# Artur Klose
Artur Klose (ur. 29 marca 1971 w Krapkowicach) – niemiecki artysta plastyk, autor książek, twórca filmów animowanych, założyciel German Center of Modern Art.

## Życiorys
Urodził i wychowywał się w Polsce. Jego ojciec współtworzył struktury organizacyjne Mniejszości Niemieckiej. Pochodzi ze Strzeleczek koło Prudnika. Ukończył Liceum Plastyczne w Opolu. W 1991 wyemigrował do Niemiec, gdzie zaczął studia komunikacji wizualnej na Akademii Sztuk Pięknych w Kassel.
Jest twórca regionalnych albumów komiksowych o Opolszczyźnie „Tajemnice Opolszczyzny”. Zrealizował dwujęzyczny, niemiecko-polski komiks na temat życia i rozbójniczej działalności Karola Pistulki i Wincentego Eliasza. Prowadził zajęcia artystyczne dla z młodzieży z Polski, Niemiec, Ukrainy, Gruzji i Rosji.
Wykonał streetartową rzeźbę Franza Kafki, która zawiera mechanizm odtwarzający piosenkę na temat związku Kafki z Felice Bauer i jej miejscem urodzenia – „Kafka i Prudnik to poważna sprawa”. Rzeźba ta została umieszczona w październiku 2024 w ośrodku wypoczynkowym Puerto Rico na Gran Canarii.

## Działalność polityczna
Klose prowadzi działalność mającą wykazać „absurdy niemieckiej administracji” i „ośmieszać niemiecki wymiar sprawiedliwości”. Swoją sztuką chce ostrzegać przed powrotem faszyzmu w Niemczech. W listopadzie 2023 został z powodu swojej artystycznej działalności nieprawomocnie skazany 7 razy. W materiale Telewizji Republika skarżył się również na szykany, jakie go spotykają jako Niemca przybyłego z Polski.
W pierwsze problemy z prawem popadł, gdy zamieścił w Internecie prowokacyjne zdjęcie siebie z plastikową atrapą karabinu AK-47, które miało być „odpowiedzią na urzędowe restrykcje”. Spowodował tym najazd oddziału antyterrorystycznego na jego dom w Hombressen. Po inwazji Rosji na Ukrainę w 2022 umieścił na swojej galerii w formie muralu plakat „Achtung Russia” autorstwa Wojciecha Korkucia. Został za to aresztowany.
Skarżąc się na nękanie przez niemiecki sąd, Klose miał udzielić wywiadu w gazecie „HNA”, jednak redaktor naczelny Axel Grysczyk zakazał publikacji materiału. Klose spotkał się z Grysczykiem na rozmowę, podczas której według relacji Klosego z ust redaktora miały paść słowa: „jesteśmy totalnymi antydemokratami” (niem. Wir sind totale Antidemokraten) oraz „I rozpierdolimy Polskę” (niem. Und wir rammeln auch Polen nieder). O sprawie pisały polskie media prawicowe, m.in. „Gazeta Polska”, portal Niezalezna.pl, Telewizja Republika, a także lokalny „Tygodnik Prudnicki” (Klose pochodzi z okolic Prudnika). Efektem rozmowy z redaktorem była instalacja artystyczna o tytule „I rozpierdolimy Polskę” autorstwa Klosego w galerii sztuki w Łodzi, przedstawiająca portret redaktora Grysczyka, nazistowską swastykę i cytaty wypowiedzi redaktora.

## Życie prywatne
Posiada dom w Hombressen koło Kassel. Ma żonę Beatę z domu Czaja pochodzącą ze Śmicza i dziecko. Regularnie odwiedza swoje rodzinne strony w Polsce na ziemi prudnickiej, w tym miasto Biała.